# أكسيد الفاناديوم الخماسي
أكسيد الفاناديوم الخماسي (أو خماسي أكسيد الفاناديوم) هو مركب كيميائي له الصيغة الكيميائية V2O5، ويوجد على شكل بلورات صفراء اللون.

## التحضير
يحضّر المركب من التفاعل المباشر بين عنصري الفاناديوم والأكسجين:
{\displaystyle \mathrm {4\ V_{(s)}+5\ O_{2}\rightarrow 2\ V_{2}O_{5}} }; {\displaystyle \triangle H_{B}=-1560\ \mathrm {kJ/mol} }
كما يمكن أن تتم عملية التحضير من التفكك الحراري لمركب ميتافانادات الأمونيوم (NH4VO3) ما بين 500–550°س.
{\displaystyle {\ce {2 NH4VO3 -> V2O5 + 2 NH3 + H2O}}}

## الخواص
يوجد المركب في الشروط القياسية على شكل بلورات صفراء ذات انحلالية ضعيفة في الماء. وتتبع البنية البلورية للمركب نموذج التعبئة المتراصة.

## الاستخدامات
يستخدم مركب أكسيد الفاناديوم الخماسي بشكل رئيسي ضمن الحفازات في عدد من الصناعات الكيميائية المختلفة؛ أشهرها استخدامه في صناعة حمض الكبريتيك بطريقه تسمي طريقة التلامس عند درجة حراره 450 ; كما انه يدخل في صناعة المغناطيسيات فائقة التوصيل وله دور هام أيضا في الاصباغ التي تدخل في صناعة السيراميك والزجاج.
غالباً ما يستخدم حفاز خماسي أكسيد الفاناديوم في عمليات الأكسدة، مثل تفاعل تحضير حمض الأديبيك وحمض الأكريليك وحمض الأكساليك والأنثراكينون.